# Menjar porqueria

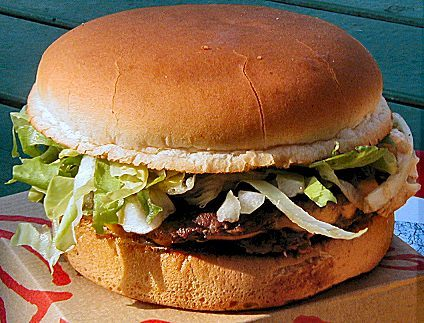
Una hamburguesa

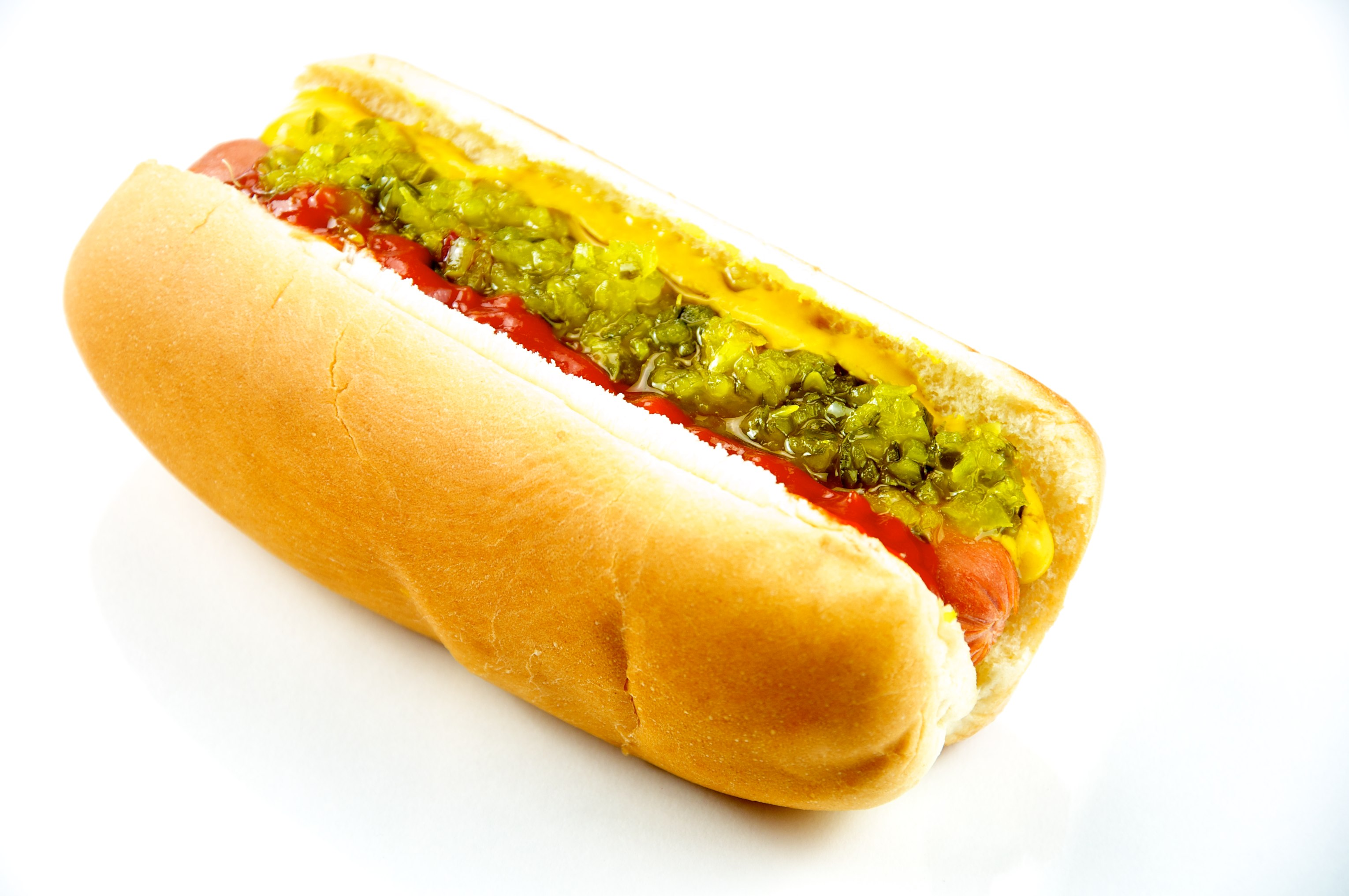
Un hot-dog

El menjar porqueria conté, en general, alts nivells de greixos, sal, condiments o sucres (que estimulen la gana i la set, fet de gran interès comercial pels establiments que subministren aquest tipus de menjar). Així mateix, contenen nombrosos additius alimentaris, com el glutamat monosòdic (potenciador del sabor) o la tartrazina (colorant alimentari). Aquest tipus d'aliment aporta, bàsicament, calories buides i, a més a més, sol abusar de succedanis alimentaris. Això es pot donar amb certs tipus de menjar ràpid, però no en tots.
Potencialment, tots els aliments són perjudicials per a la salut si s'abusa del seu consum, però el menjar escombraria, tot i ingerir-ne poca quantitat, poden produir efectes secundaris. Determinats grups de població, per exemple, els que pateixen determinades malalties poden ser més sensibles als seus efectes. Se sol relacionar el consum de menjar porqueria amb l'obesitat, les malalties cardíaques, la diabetis tipus II, les càries i la cel·lulitis. Aquest tipus de menjar ofereix al consumidor greixos, colesterol, sucres i sal, mentre que un bon aliment ha de proveir fibres, proteïnes, carbohidrats, vitamines i minerals necessaris per al rendiment del cos.
Els restaurants de menjar ràpid ens ofereixen aquesta classe de menjar, però, a més a més, també podem trobar-lo a les cadenes dels supermercats. En aquest sentit, les investigacions sobre els processos socioculturals i nutricionals ens poden ajudar a comprendre aquest fenomen, ja que se centren en els processos de canvi a gran escala, com la globalització, modernització, urbanització, els canvis en el rol de la dona i els canvis tecnològics. Les característiques econòmiques, culturals i polítiques d'un país mantenen una estreta relació amb la forma que tenen els seus habitants d'alimentar-se. Per això, és important considerar la influència d'aquests factors en la nutrició. Per exemple, els restaurants de menjar ràpid són cadenes industrials que imperen en la societat nord-americana, que és una societat amb una economia capitalista. Aleshores, podem preguntar-nos si la societat nord-americana no fos capitalista, existirien els restaurants de menjar ràpid? L'índex d'obesitat en els nens d'aquest país i d'altres influenciats pel mateix, disminuiria? A més a més, el predomini de l'obesitat s'ha incrementat molt, malgrat una aparent disminució en les porcions de calories consumides, com el greix, en la dieta dels nens dels Estats Units.
No podem dir que l'obesitat i les malalties derivades són causades sols pel menjar escombraria, però sí que és un factor principal del problema massiu d'obesitat en els nens. Un cubell gran d'aquest tipus de menjar (hamburguesa doble amb formatge, patates fregides, begudes i postres) pot contenir 9200 kJ (2200 kcal), les quals, amb una taxa de 350 kJ (85 kcal) per milla. Es necessitaria una marató per poder-les cremar. Una altra possible causa de l'obesitat és la vida sedentària que han adoptat els nens en l'actualitat, factor que, combinat amb la mala alimentació, resulta fatal per a la seva salut.
Avui en dia, en general, els problemes de nutrició en nens poden acabar desenvolupant problemes socials i psicològics en el seu creixement. L'índex d'obesitat, els problemes cardíacs i, fins i tot, algunes repercussions psicològiques es veuen reflectides en els nens a causa de la malnutrició que impera en la societat moderna nord-americana. El mecanisme de propaganda dels restaurants de menjar ràpid fa que aquest índex tingui més enrenou i creixin els problemes de salut en els nens. La gran influència publicitària crea un desplaçament dels valors nutricionals que qualsevol nen necessita en el seu desenvolupament i, així, provoca els problemes esmentats. El menjar porqueria és una mercaderia que, als ulls de les indústries, s'ha de vendre a gran escala per obtenir lucre d'ella. Així, l'important no és el valor nutricional, sinó aconseguir el màxim de vendes possible. El menjar porqueria és el reflex d'una economia que es basa en una societat capitalista i consumista. Per això, des de molts punts de vista, el menjar porqueria és un dany i no un bé per a la societat.
Un article de The New York Times presenta una situació en la qual un pare veu com el menjar escombraria d'un restaurant de menjar ràpid o fast food entra de manera inevitable a la vida del seu fill. L'article fa una descripció i una crítica al menjar escombraria d'aquest restaurant i ofereix alguns valors nutricionals dels aliments que ven.
Si una persona consumís menjar porqueria cada dia, tindria més probabilitats de patir malalties sanguínies, obesitat, diabetis i colesterol alt. No és el mateix si aquest menjar es consumeix un cop per setmana que cada dia. Les conseqüències poden ser irreversibles i, fins i tot, lamentables. Els hàbits alimentaris, que hem adquirit amb el temps, a la vida moderna, s'han transformat en un hàbit que atempta contra la salut. Alguns dels aliments porqueria comuns en moltes llars són hamburgueses, salsitxes, patates fregides, productes congelats per a la preparació en microones, begudes gasoses, dolços...
Aquest tipus de menjar és molt popular per la senzillesa de la seva elaboració (sotmesa habitualment a processos industrials) i conservació (en molts casos no necessita refrigeració i la data de caducitat sol ser llarga), pel seu preu relativament barat, per la seva àmplia distribució comercial (que la fa molt accessible) i per la pressió de la publicitat. També, perquè no sol requerir cap mena de preparació per part del consumidor final o aquesta és escassa, és còmoda d'ingerir i té una gran diversitat de sabors.

### Menjar porqueria vs. Aliments ultraprocessats
Tot i que aquests dos termes es solen utilitzar de manera indistinta, hi ha matisos que s'han d'aclarir perquè les diferències entre termes existeix.
El terme menjar porqueria fa referència a aliments o menjars preparats amb alt contingut calòric, greixos, sucre o sal, però poc valor nutricional. Alguns exemples serien hamburgueses, patates fregides o refrescs sucrosos. No necessàriament estan industrialitzats o ultraprocessats, és a dir, una fritura o una pizza fetes a casa amb excés de greix o ingredients que no aportin nutrients essencials per la nutrició es consideraria menjar porqueria. Mentre que els aliments ultraprocessats són productes industrials elaborats amb ingredients processats i que contenen pocs o cap aliment fresc. Dins d’aquest grup també trobem productes amb elevades quantitats de greixos, sucre o sal; però existeixen aliments ultraprocessats amb un potencial saludable (com els substitutius vegans de la carn o les formulacions pel biberó dels infants).
Tot el menjar porqueria es considera dolent en cert grau per l'alimentació, però no tots els aliments ultraprocessats tenen perquè ser-ho.